# Amt Sandesneben-Nusse
Amt Sandesneben-Nusse er et amt i det nordlige Tyskland, beliggende under Kreis Herzogtum Lauenburg. Kreis Herzogtum Lauenburg ligger i delstaten Slesvig-Holsten. Amtet er beliggende i den nordvestlige del af kreisen,og gennemskæres i den østlige del af den nord-sydgående Elbe-Lübeck-Kanal. Forvaltningen ligger i byen Sandesneben. Amt Sandesneben-Nusse ligger omkring 30 kilometer nordøst for Hamborg, og omkring 20 kilometer syd for Lübeck.
Amtet blev oprettet 1. januar 2008 af kommuner fra de tidligere amter Sandesneben og Nusse.

## Kommuner i amtet
| 1. Duvensee 2. Grinau 3. Groß Boden 4. Groß Schenkenberg 5. Klinkrade 6. Koberg 7. Kühsen 8. Labenz 9. Lankau | 1. Linau 2. Lüchow 3. Nusse 4. Panten 5. Poggensee 6. Ritzerau 7. Sandesneben 8. Schiphorst 9. Schönberg | 1. Schürensöhlen 2. Siebenbäumen 3. Sirksfelde 4. Steinhorst 5. Stubben 6. Walksfelde 7. Wentorf (Amt Sandesneben) |